# Eudoxa
Eudoxa var en tankesmedja med fokus på att debattera naturvetenskapens och tekniska innovationers påverkan på samhället och andra framtidsfrågor. Bland de sakfrågor som tankesmedjan debatterat återfinns artificiell intelligens, läkemedel, IT, genteknik, internet, fetmaproblemet, miljö, nanoteknik, transhumanism, virtuell egendom och upphovsrätt. 
Eudoxa gav ut boken Fler valmöjligheter ger bättre hälsa av Bartley J. Madden *2008 - ISBN 978-91-977452-0-8
Tankesmedjan bestod av VD Waldemar Ingdahl, Alexander Sanchez samt Anders Sandberg.
Eudoxa stängde år 2016.[källa behövs]

## Verksamhet
- Omvärldsanalys
- Rapportutgivning
- Seminarieverksamhet